# Vagnur Mohr Mortensen
Vagnur Mohr Mortensen (* 10. února 1983) je bývalý faerský fotbalový obránce a reprezentant.

## Klubová kariéra
Celou svou hráčskou kariéru srávil v klubu HB Tórshavn, kde začal v roce 1999. Nastoupil celkem ke 155 ligovým zápasům a s klubem získal 4 ligové tituly (během kariéry měl několik přestávek). V srpnu 2012 utrpěl ve vítězném zápase proti rivalskému týmu B36 Tórshavn zlomeninu lýtkové kosti a krátce poté ve svých 29 letech ohlásil konec hráčské kariéry. Zranění bylo natolik vážné, že nemohl dále pokračovat na nejvyšší úrovni.

## Reprezentační kariéra
V letech 2004–2010 odehrál čtyři zápasy za reprezentaci Faerských ostrovů, gól nevstřelil.
Zápasy Vagnura Mohr Mortensena v A-mužstvu faerské reprezentace
| Rok    | Zápasy | Góly |
| ------ | ------ | ---- |
| 2004   | 1      | 0    |
| 2006   | 2      | 0    |
| 2010   | 1      | 0    |
| Celkem | 4      | 0    |